# Lustra (Band)
Lustra (ehemals Seventeen) war eine US-amerikanische Rockband, die 1996 in Boston, Massachusetts, gegründet wurde. Internationale Bekanntheit erlangte die Band durch den Song Scotty Doesn’t Know, der 2004 erschienen ist und den 75. Platz bei den Billboard Hot 100 erreichte. Die Band löste sich 2016 auf.

## Geschichte

### Seventeen (1996–2001)
Lustra wurde 1996 unter dem Namen Seventeen von Chris Baird, Nick Cloutman, Jon Baird und Jason Adams gegründet. In dieser Zeit erschienen die beiden Alben Breakfast at Tammy’s (1998) und Bikini Pie Fight! (2000) sowie die EP Ransom Your Handsome (1999). Eine drohende Markenrechtsklage des US-Magazins Seventeen zwang die Gruppe 2001 zur Umbenennung. Im selben Jahr verließ Gründungsmitglied und Gitarrist Jon Baird die Band.

### Lustra (2001–2016)
Unter dem neuen Namen erschien 2003 das selbstbetitelte Album Lustra. Der Durchbruch gelang der Band 2004, als die im selben Jahr veröffentlichte Single Scotty Doesn’t Know in EuroTrip zu hören war. Im Film spielt Matt Damon den Leadsänger Chris Baird. Nach Veröffentlichung auf dem Album Left for Dead (2006) erreichte die Single Platz 75 der Billboard Hot 100, Rang 39 der Digital Songs und Rang 53 der Pop 100.
Das Folgealbum What You Need & What You Get erschien 2008 in Eigenregie.
2023 bestätigte der ehemalige Gitarrist Jason Adams in einem Interview mit The Witzard, dass sich Lustra 2016 aufgelöst hatte, nachdem Chris Baird zurück an die Ostküste gezogen war.

## Diskografie (Auswahl)

### Studioalben
- 1998: Breakfast at Tammy’s
- 2000: Bikini Pie Fight!
- 2003: Lustra
- 2006: Left for Dead
- 2008: What You Need & What You Get

### EPs
- 1999: Ransom Your Handsome

### Singles
- 2004: Scotty Doesn’t Know